# Richard Peters junior

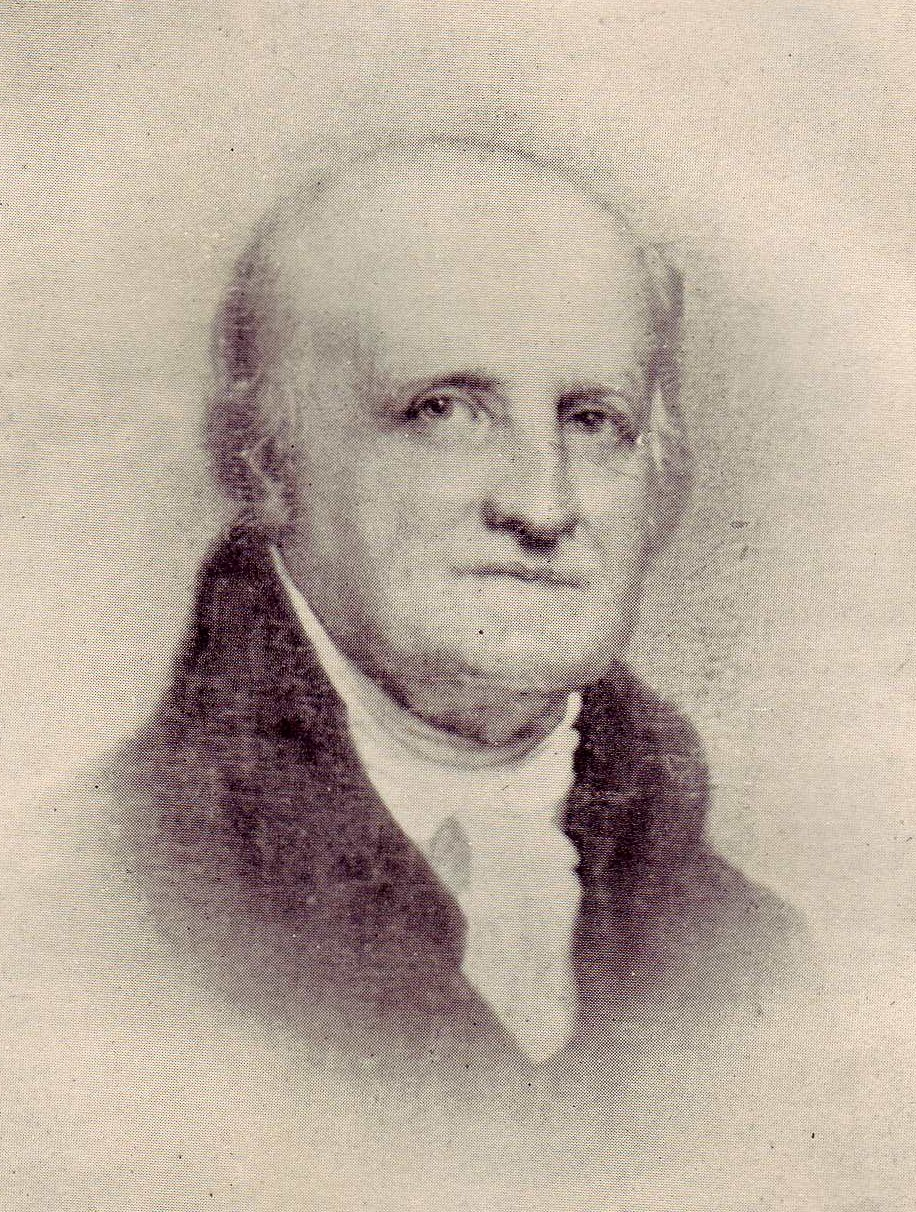
Richard Peters

Richard Peters Jr. (* 22. Juni 1744 bei Philadelphia, Provinz Pennsylvania; † 22. August 1828 ebenda) war ein US-amerikanischer Jurist und Politiker. In den Jahren 1782 und 1783 war er Delegierter für Pennsylvania im Kontinentalkongress; später wurde er Bundesrichter.

## Werdegang
Richard Peters war der Sohn von William Peters (1702–1786), der sich 1739 aus Liverpool kommend in Philadelphia niedergelassen hatte und dort größere Ländereien erwarb und bewirtschaftete. Außerdem war William Peters als Rechtsanwalt und Richter tätig. Der Sohn studierte bis 1761 am College of Philadelphia, der späteren University of Pennsylvania. Nach einem anschließenden Jurastudium und seiner Zulassung als Rechtsanwalt begann er in Philadelphia in diesem Beruf zu arbeiten. Von 1771 bis zum Beginn der Revolution bekleidete er in seiner Heimat das Amt des Register of the Admiralty. Er schloss sich der amerikanischen Bewegung an und diente während des Unabhängigkeitskrieges  in der Kontinentalarmee. Zwischen 1776 und 1781 war er zudem führendes Mitglied (Secretary) des Continental Board of War. In den Jahren 1782 und 1783 vertrat er Pennsylvania im Kontinentalkongress. Von 1787 bis 1790 saß Peters im Repräsentantenhaus von Pennsylvania, dessen Präsident er war. Im Jahr 1791 war er auch Mitglied des Staatssenats. Zwischen 1792 und seinem Tod im Jahr 1828 fungierte er als Richter am Bundesbezirksgericht für den Distrikt von Pennsylvania. Er starb am 22. August 1828 in Philadelphia.